# گمشده در ترجمه
گمشده در ترجمه یا ازدست‌رفته در ترجمه (انگلیسی: Lost in Translation) یک فیلم کمدی درام عاشقانه محصول ۲۰۰۳ به نویسندگی و کارگردانی سوفیا کوپولا است. بیل مری در این فیلم نقش باب هریس را بازی می‌کند: یک بازیگر آمریکایی که دوران اوجش گذشته و دچار بحران میانسالی شده است. او برای تبلیغ برند ویسکی سانتوری به توکیو سفر می‌کند. در آنجا با شارلوت (با بازی اسکارلت جوهانسون) آشنا می‌شود: دختر آمریکایی جوانی که تازه از دانشگاه فارغ‌التحصیل شده و در زندگی‌اش دچار سردرگمی و دل‌زدگی است. بازیگرانی مانند جووانی ریبیسی، آنا فاریس و فومیهیرو هایاشی هم در فیلم حضور دارند. داستان فیلم به‌صورت عمیق به احساساتِ بیگانگی، جدایی، و گم‌گشتگی در دل یک فرهنگ ناآشنا مثل ژاپن می‌پردازد. این اثر از سنت‌های روایی مرسوم سرپیچی می‌کند و در بازنمایی عشق، غیرمتعارف است.
کوپولا نگارش این فیلم را هنگام اقامت در توکیو آغاز کرد و به این شهر علاقه‌مند شد. او در هتل پارک هِیات توکیو که خودش در آن اقامت داشت وقتی فیلم اولش خودکشی باکره‌ها را تبلیغ می‌کرد، ایدهٔ داستانی با حال و هوای «مالیخولیای عاشقانه» بین دو شخصیت را در ذهن پروراند. او از همان زمان مری را برای نقش اصلی در نظر گرفته بود و تقریباً یک سال به او پیغام و نامه می‌فرستاد تا راضی‌اش کند. با اینکه مری در نهایت موافقت کرد، اما هیچ قراردادی امضا نکرد و کوپولا با وجود این بلاتکلیفی، یک‌چهارم بودجهٔ ۴ میلیون دلاری فیلم را خرج کرد. وقتی مری بالاخره سر صحنه حاضر شد، کوپولا احساس آرامش و آسودگی عقیمی را تجربه کرد.
تصویربرداری اصلی از ۲۹ سپتامبر ۲۰۰۲ آغاز شد و ۲۷ روز طول کشید. کوپولا برنامه فیلم‌برداری را انعطاف‌پذیر نگه داشت و با تیمی کوچک و تجهیزات حداقلی کار کرد. فیلم نامه خیلی کوتاه بود و فضای زیادی برای بداهه‌گویی به بازیگران می‌داد. فیلم‌بردار اصلی، لانس آکورد، تا حد ممکن از نورهای طبیعی استفاده کرد و از مکان‌های واقعی مثل مغازه‌ها، خیابان‌ها و فضاهای عمومی توکیو بهره بردند. بعد از ۱۰ هفته تدوین، کوپولا حق پخش فیلم در آمریکا و کانادا را به شرکت فوکس فیچرز فروخت و این شرکت با ایجاد تبلیغات به شکل دهان‌به‌دهان، فیلم را برای اکران آماده کرد.
نمایش اولیهٔ گمشده در ترجمه در جشنواره فیلم تلیوراید در ۲۹ اوت ۲۰۰۳ بود و سپس در ۱۲ سپتامبر در سینماهای آمریکا اکران شد. این فیلم با فروش جهانی ۱۱۸ میلیون دلاری و تحسین منتقدان به موفقیتی بزرگ دست یافت. بازی مری و جوهانسون و همچنین نویسندگی و کارگردانی کوپولا ستایش شد، هرچند بعضی منتقدان به نحوه نمایش ژاپن و مردم آن در فیلم انتقاداتی جزئی داشتند. این فیلم در هفتاد و ششمین دوره جوایز اسکار برندهٔ جایزهٔ بهترین فیلم‌نامه غیراقتباسی برای کوپولا شد، و در سه رشتهٔ دیگر (بهترین فیلم، بهترین کارگردانی، و بهترین بازیگر مرد) نیز نامزد بود. همچنین سه جایزهٔ گلدن گلوب و سه جایزه از آکادمی فیلم بریتانیا (بفتا) دریافت کرد.

## داستان
باب هریس یک ستاره سینمایی آمریکایی است که دوران شهرتش رو به افول رفته است. او برای بازی در یک سری تبلیغات سودآور برای ویسکی «هیبیکی» ساخت شرکت سانتوری به توکیو سفر می‌کند. او در هتل لوکس پارک هایت توکیو اقامت دارد، اما از زندگی‌اش ناراضی و افسرده است: از یک طرف، ازدواج ۲۵ ساله‌اش در بحران فرورفته و از طرف دیگر، با بحران میانسالی دست‌وپنجه نرم می‌کند.
شارلوت، زن جوان آمریکایی و فارغ‌التحصیل فلسفه از دانشگاه ییل، هم در همین هتل اقامت دارد. او همراه شوهرش جان که عکاس معروف افراد مشهور است، به توکیو آمد، اما حس بی‌هدفی و بی‌معنایی وجودش را گرفته است. نسبت به ازدواجش دلسرد شده و دربارهٔ آینده‌اش پر از اضطراب و تردید است. باب و شارلوت با بی‌خوابی ناشی از پرواززدگی و شوک فرهنگی دست‌وپنجه نرم می‌کنند، و زمان را با پرسه‌زدن در هتل می‌گذرانند؛ شارلوت حتی به‌طور اتفاقی ایکبانا را امتحان می‌کند.
شارلوت از آشنایی با بازیگری سطحی و خودمحور به نام کِلی احساس انزجار می‌کند؛ زنی که برای تبلیغ فیلمش در همان هتل اقامت دارد و وقتی شارلوت و جان را می‌بیند با شور و هیجان در مورد پروژه‌های مشترکش با جان حرف می‌زند. در همین حین، باب و شارلوت بارها و بارها به‌طور تصادفی با هم روبه‌رو می‌شوند و کم‌کم در بار هتل یک ارتباط واقعی بین آن‌ها شکل می‌گیرد.
وقتی جان برای کاری به خارج از توکیو می‌رود، شارلوت باب را دعوت می‌کند که با چند دوست محلی بیرون بروند. در آن شب، توکیو را با هم تجربه می‌کنند: به کلاب می‌روند و آواز می‌خوانند (در یک اتاق کارائوکه). بعد از آن شب، رابطه آن‌ها عمیق‌تر می‌شود و زمان بیشتری را کنار هم می‌گذرانند. در یکی از شب‌ها که هردو بی‌خواب هستند، با ساکی تلویزیون تماشا می‌کنند و دربارهٔ تردیدهای عاطفی شارلوت و وضعیت ازدواج‌هایشان حرف‌های صمیمانه‌ای بین آن‌ها ردوبدل می‌شود.
روز بعد، باب با همسرش تماس می‌گیرد ولی گفتگو خشک و بی‌احساس است. باب همان شب را با خوانندهٔ بار هتل سپری می‌کند. صبح روز بعد شارلوت صدای آواز خواننده را از اتاق باب می‌شنود و این باعث ایجاد دلخوری و فاصله بین آن‌ها در ناهار شابوشابو می‌شود. آن‌ها آن شب دوباره همدیگر را می‌بینند و باب به شارلوت می‌گوید که فردا از توکیو می‌رود.
آن‌ها شب آخر به بار هتل برمی‌گردند و صادقانه می‌گویند که دلتنگ هم خواهند شد. صبح بعد، موقع رفتن باب از هتل، خداحافظی آن دو صادقانه اما ناکامل و ناتمام احساس می‌شود. باب در مسیر فرودگاه، در خیابون شلوغ شارلوت را می‌بیند، ماشین را نگه می‌دارد، به سمتش می‌رود، بغلش می‌کند و چیزی در گوشش زمزمه می‌کند. بعد همدیگر را می‌بوسند و خداحافظی می‌کنند، و باب برای اولین بار لبخند می‌زند.

## بازیگران
- بیل مری در نقش باب هریس، ستاره سینمایی در حال افول
- اسکارلت جوهانسون در نقش شارلوت، فارغ‌التحصیل تازه‌کار دانشگاه
- جووانی ریبیسی در نقش جان، همسر شارلوت و عکاس افراد مشهور
- آنا فاریس در نقش کلی، بازیگر هالیوودی
- فومی هیرو هایاشی در نقش چارلی، دوست شارلوت
- کاترین لمبرت در نقش خوانندهٔ جَز
- متیو مینَمی در نقش خودش
- هیروشی فوجیوارا در نقش مهمان ناشناس مهمانی
- هایرومیکس در نقش مهمان کلاب شبانه و در پایان تیتراژ دیده می‌شود
- آکیرا یاماگوچی در نقش پیش‌خدمت هتل